# سلالة درفيدية

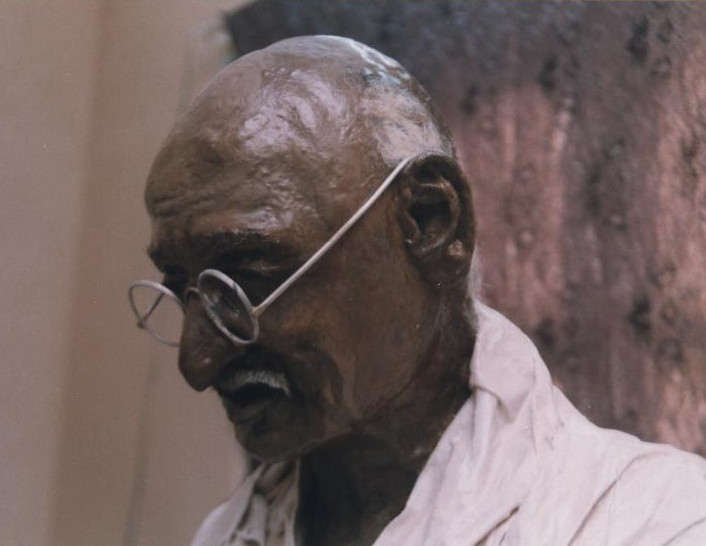
من مشاهير السلالة الدرفيدية (المهاتما غاندي)

السلالة الدرفيدية أو الشعب الدرفيدي (بالسنسكريتية: द्रविड़)‏ هم شعب هندي جنوبي ذو أصل جنوب آسيوي يتحدثون أيًا من اللغات الدرافيدية. هناك حوالي 245 مليون ناطق للغات الدرافيدية أغلبهم في جنوب الهند، كما ينتشرون في الهند وسريلانكا وبنغلاديش وجنوب باكستان وأفغانستان ونيبال والمالديف واليمن. وبأقلية في سنغافورة والإمارات وكمبوديا من خلال الهجرة الأخيرة. ويعد العنصر الدرفيدي فرعاً من فروع الأسترالويد الأكثر انتشارًا.

## التاريخ
يرى العلماء أن العنصر الدرفيدي نتج عن امتزاج واختلاط قديم بين العنصر الأبيض (الأوسطي الذي كان يوجد في العراق) مع عنصر الفيديد (الإستراليود) فكان العنصر الناتج حنطي مسود ويزداد السواد خاصة كلما إتجهنا جنوبا كلما كان أكثر سوادا وحنطية إلى أن يبقى في السواد التام في جنوب الهند وعموم اليمن بينما كلما إتجها شمالا كلما كان أقل سوادا وحنطية إلى أن يصل إلى البياض التام في شمال الهند وباكستان.
الدرافيديين كانت لهم علاقة قديمة بالخليج والجزيرة وبالسومريين جنوب العراق وهناك من العلماء من يقول أن أصول الدرفيد هي جنوب العراق في عصور ما قبل التاريخ ومنها انتقلوا إلى الهند قبل 8000 سنة. وبعضهم يضع اللغة السومرية ضمن اللغات الدرفيدية, والعلاقة التجارية بين الدرفيد الهنود والسومريين ثم من بعدهم العرب بقيت إلى فترة متأخرة خاصة بين حضارة وادي السند ومينائها كراتشي وكذلك الهند وميناء بوبي التي يتاجر معها العرب إلى العصر الحديث.
ويرى علماء الأنثروبولوجيا (علماء الأجناس البشرية) أن شوارع ومدن دول الخليج مليئة بالدرفيد من العمالة الآسيوية وذلك بحكم موقعهم الجغرافي المجاور للجزيرة العربية, ومن القدم هاجر الكثير من الدرافيديين إلى الجزيرة العربية خاصة السواحل وفي دراسة لبعض الأمراض الوراثية وجدت تلك الأمراض في مناطق معينة من وسط الهند وبين بعض سكان سواحل الخليج وهذا يدل على وجود علاقة قديمة حيث استقر بعض الراحلة أو التجار الدرفيد في منطقة الخليج وذابوا في سكانها أو تزاوج بعض العرب معهم منذ القدم بحكم الصلات التجارية بينهم.
في البحرين والشرقية من المملكة العربية السعودية توجد نسبة ملحوظة من الدرفيد وكذلك جنوب العراق.

## السومريون
في العشرينات قامت بعثة بريطانية بفحص مجموعة من القبور وقياس بقايا الجماجم والعظام ترجع إلى الفترة العبيدية بين 3500ق.م -5300ق.م في أور وكيش، وتبين أن أكثر مائة هيكل عظمي تم دراسته وفحصه يعود إلى مجموعة الفيديد (الأستراليود) باستثناء هيكلين عظميين اثنين يرجعان إلى العنصر الأوسطي.

يعتقد العلماء أن السومريين ينتمون بالأصل لمجموعة الفيديد اختلطوا بالعنصر الأوسطي الذي كان يسكن بلاد الرافدين فتكون العنصر الدرفيدي. ثم اختلط قسم منهم مع مجموعة الأرمنويد القادمة من إيران.

## الصفات الجسدية
اكتسب طول القامة والبنية الجسمانية والبشرة الأكثر سوادًا والشعر الكثيف من العنصر الأبيض الأوسطي بمرور الزمن والرأس العريض والأنف السمين من عنصر الأرمنويد.
- البشرة: سوداء اللون أو حنطية متفاوتة السواد.
- الرأس: دائري الرأس وبيضاوي الوجه أو مستدير وكبير الرأس.
- الشعر: دهني اللون وناعم أملس.
- الجسم: نحيل البنية وقصير أو متوسط القامة.
- الأنف: معكوف أو سمين أو مستقيم الأنف (منحني عند نهايته أو مرتفع عند نهايته).
- الفم: صغير الفم والفك السفلي.
- الأذن: كبيرة واسعة، وهي أهم العلامات المميزة بهذه العنصر.